# Бергше
Бергше (швед. Bergsjö) — містечко (tätort, міське поселення) у центральній Швеції в лені Євлеборг. Адміністративний центр комуни Нурданстіг.

## Географія
Містечко знаходиться у північно-східній частині лена Євлеборг за 300 км на північ від Стокгольма.

## Історія
Бергше 1863 року стало центром однойменної ландскомуни. З 1973 року увійшло до складу комуни Нурданстіг.

## Населення
Населення становить 1 290 мешканців (2018).

## Спорт
У поселенні базується футбольний клуб Бергше ІФ.

## Галерея

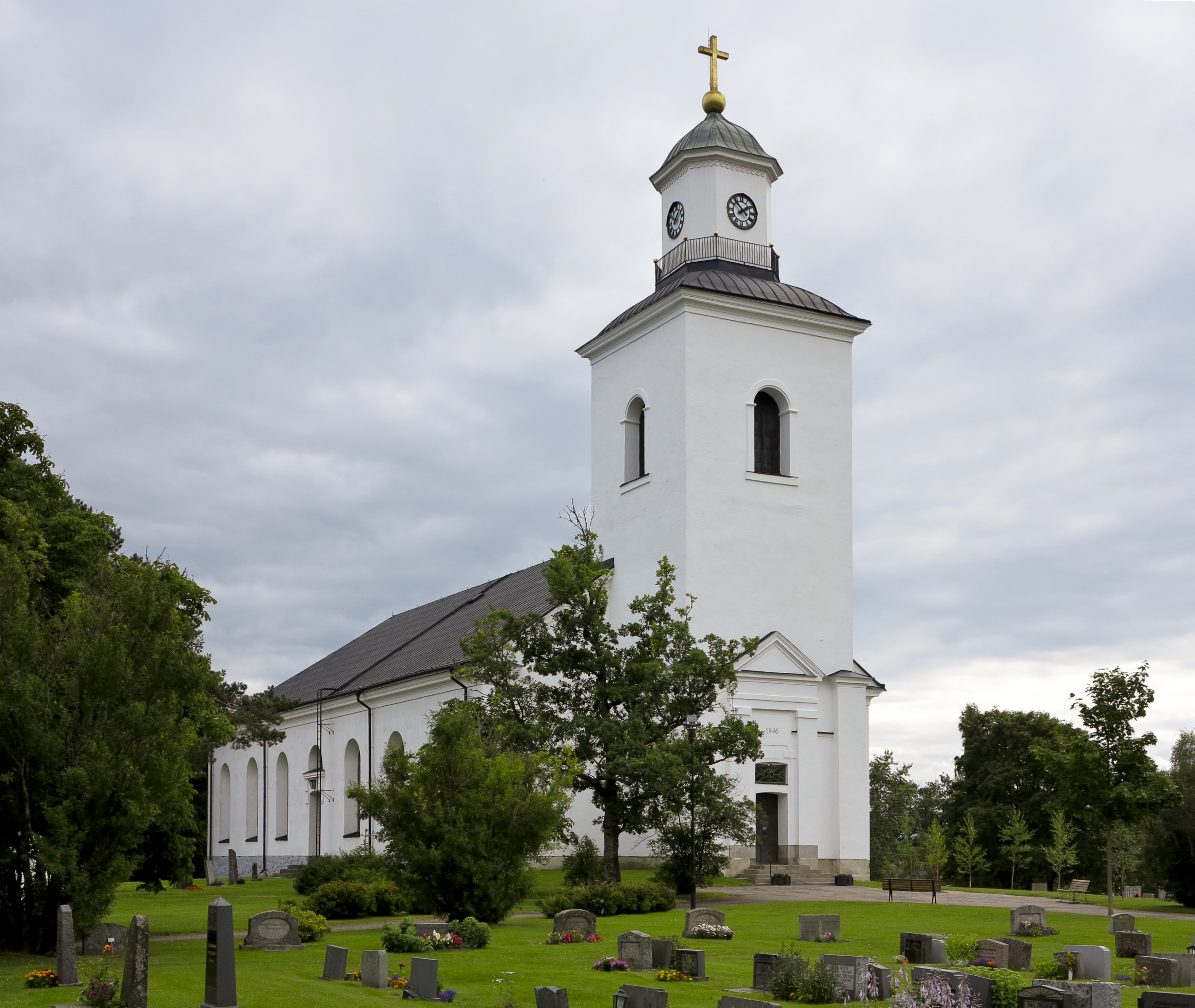
Церква

## Покликання
- Сайт комуни Нурданстіг [Архівовано 23 січня 2022 у Wayback Machine.]